# Митрофаньевский мост
Митрофа́ньевский мост — автодорожный металлический рамный мост через Обводный канал в Адмиралтейском районе Санкт-Петербурга, соединяет Безымянный остров и левый берег Обводного канала.

## Расположение
Расположен в створе Митрофаньевского шоссе.
Рядом с мостом расположены Балтийский вокзал, ансамбль зданий Провиантских складов Измайловского полка.
Выше по течению находится Варшавский мост, ниже — Балтийский мост.
Ближайшая станция метрополитена — «Балтийская».

## Название
Официальное название мост получил 14 августа 2008 года по наименованию Митрофаньевского шоссе, в створе которого он расположен.

## История
Строительство началось в январе 2007 года в составе проекта реконструкции Митрофаньевского шоссе. Проект разработан ЗАО «Институт Гипростроймост — Санкт-Петербург» (инженер С. П. Пятченко, архитектор А. Е. Горюнов). Первоначально планировалось расширить Балтийский мост, однако позже предложили вариант нового строительства. Работы выполнили СУ-4 (директор А. А. Антонов), СУ-2 (директор В. П. Ражев) и СУ-3 (директор В. Н. Шарапов) ЗАО «Трест Ленмостострой».
Открытие моста состоялось 10 октября 2007 года вместе с Митрофаньевским путепроводом.

## Конструкция
Мост однопролётный сталежелезобетонный рамный. Пролётное строение (ригель рамы) металлическое с криволинейным очертанием нижнего пояса и монолитной железобетонной плитой проезжей части. Ригель жёстко объединён со стойками из монолитного железобетона, которые являются устоями моста. Основание опор свайное. Длина моста составляет 35,0 м, ширина – 20,8 м (в том числе ширина проезжей части 18 м и один тротуар шириной 1,5 м).
Мост предназначен для движения автотранспорта и пешеходов. Проезжая часть моста включает в себя 5 полос для движения автотранспорта. Покрытие проезжей части и тротуара — асфальтобетон. На мосту имеется только один тротуар с верховой стороны, отделённый от проезжей части металлическим барьерным ограждением. Проход пешеходов с низовой стороны возможен только по расположенному рядом Балтийскому мосту. Металлическое перильное ограждение установлено только с низовой стороны, на завершается на устоях гранитными тумбами. Устои облицованы серым гранитом.